# Vincent Gallagher
Vincent Joseph "Vince" Gallagher Jr. (ur. 30 kwietnia 1899 w Brooklynie, zm. 27 czerwca 1983 w Miami) – amerykański oficer i wioślarz, mistrz olimpijski.
Wystąpił na igrzyskach olimpijskich w Antwerpii w 1920, gdzie reprezentanci USA w składzie: Virgil Jacomini, Edwin Graves, William Jordan, Edward Moore, Alden Sanborn, Donald Johnston, Vincent Gallagher, Clyde King i Sherman Clark (sternik) zdobyli złoty medal w ósemce. W finale o 0,8 sekundy pokonali Brytyjczyków. Był to jego jedyny start olimpijski.
Po ukończeniu United States Naval Academy został zawodowym wojskowym. Służbę zakończył w 1957 w stopniu komandora porucznika.